# Páoay
Páoay es un municipio filipino de cuarta categoría perteneciente a  la provincia de Ilocos Norte, el segundo en extensión,  en la Región Administrativa de Ilocos, también denominada Región I.

## Geografía
Tiene una extensión superficial de 76.24 km² y según el censo del 2007, contaba con una población de 23.117 habitantes y 4.657 hogares; 23.956 habitantes el día primero de mayo de 2010

## Barangays
Páoay se divide, a los efectos administrativos, en 31 barangayes o barrios, todos de  carácter rural, excepto Paratong y Verónica, que son urbanos.
| - Bacsil - Cabagoan - Cabangaran - Callaguip - Cayubog - Dolores - Laoa - Masintoc - Monte | - Mumulaan - Nagbacalan - Nalasin - Nanguyudan - Oaig-Upay-Abulao - Pambaran - Pannaratan (Población) - Paratong | - Pasil - Salbang (Población) - San Agustín - San Blas (Población) - San Juan - San Pedro - San Roque (Población) | - Sangladan (Nalbuan) (Población) - Santa Rita (Población) - Sideg - Suba - Sungadan - Surgui - Veronica |

## Patrimonio

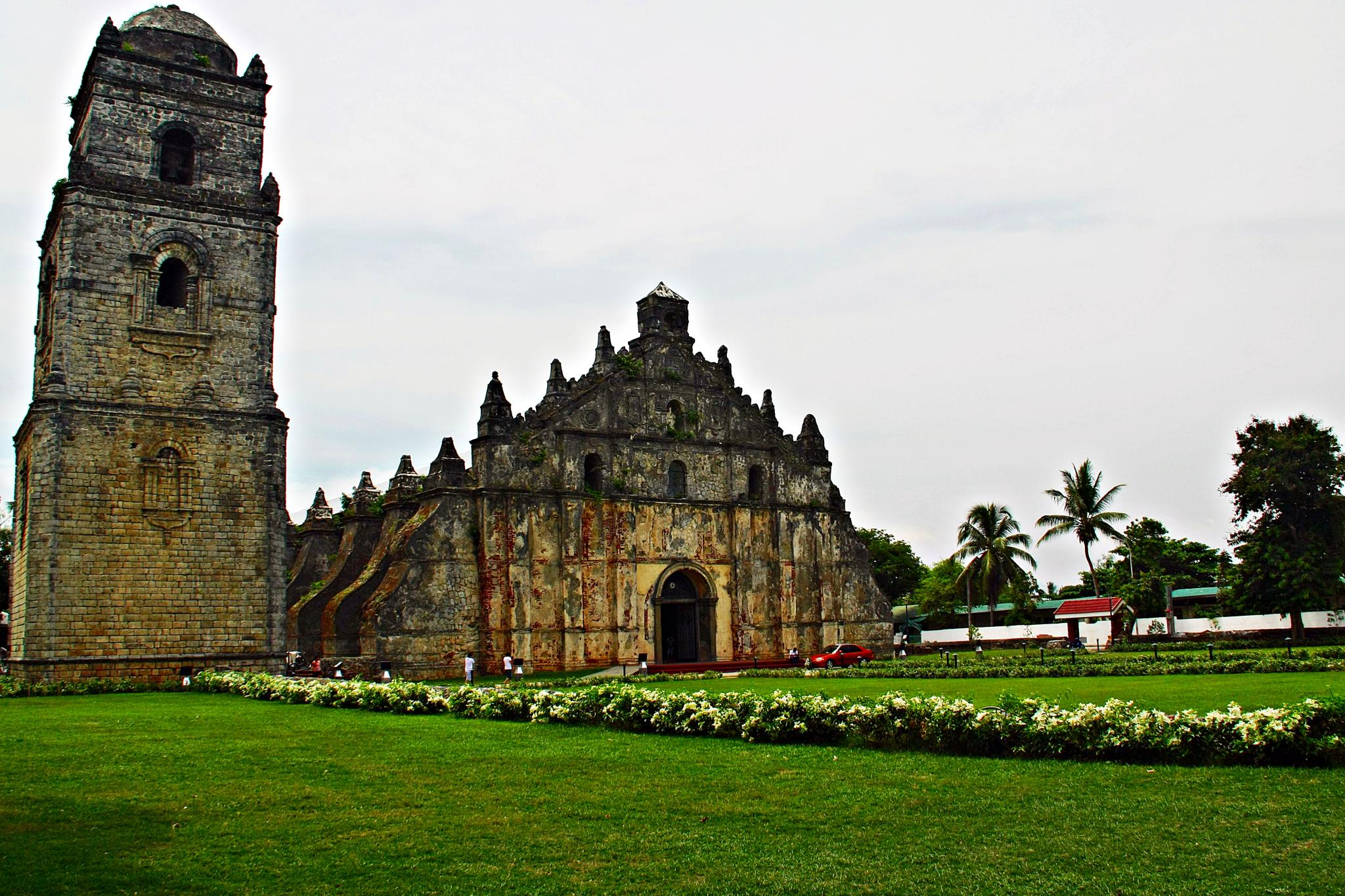
Iglesia de San Agustín

La iglesia parroquial católica de San Agustín fue declarada por la Unesco Patrimonio de la Humanidad el año 1993.
 Terminada en 1710, la iglesia es famosa por su distinguida arquitectura que pone de relieve enormes contrafuertes en los lados y la parte posterior del edificio. Se trata de  uno mejores ejemplos de las Iglesias barrocas de las Filipinas.
La Laguna de  Páoay, es el lago de mayor extensión de la provincia que tiene la condición de parque nacional.
Ocupa el lugar del que fuera próspero barrio de San Juan de Sahagún. Un terremoto la destruyó, para algunos el materialismo de su gente había enfurecido a Dios que hundió la ciudad. 
En las orillas del lago se encuentra la mansión propiedad de la familia del que fuera presidente Ferdinand Marcos, está situada junto al campo de golf Páoay Golf Course y populrmente es conocida como el Malacañang of the North. Alberga un museo temático.

## Galería

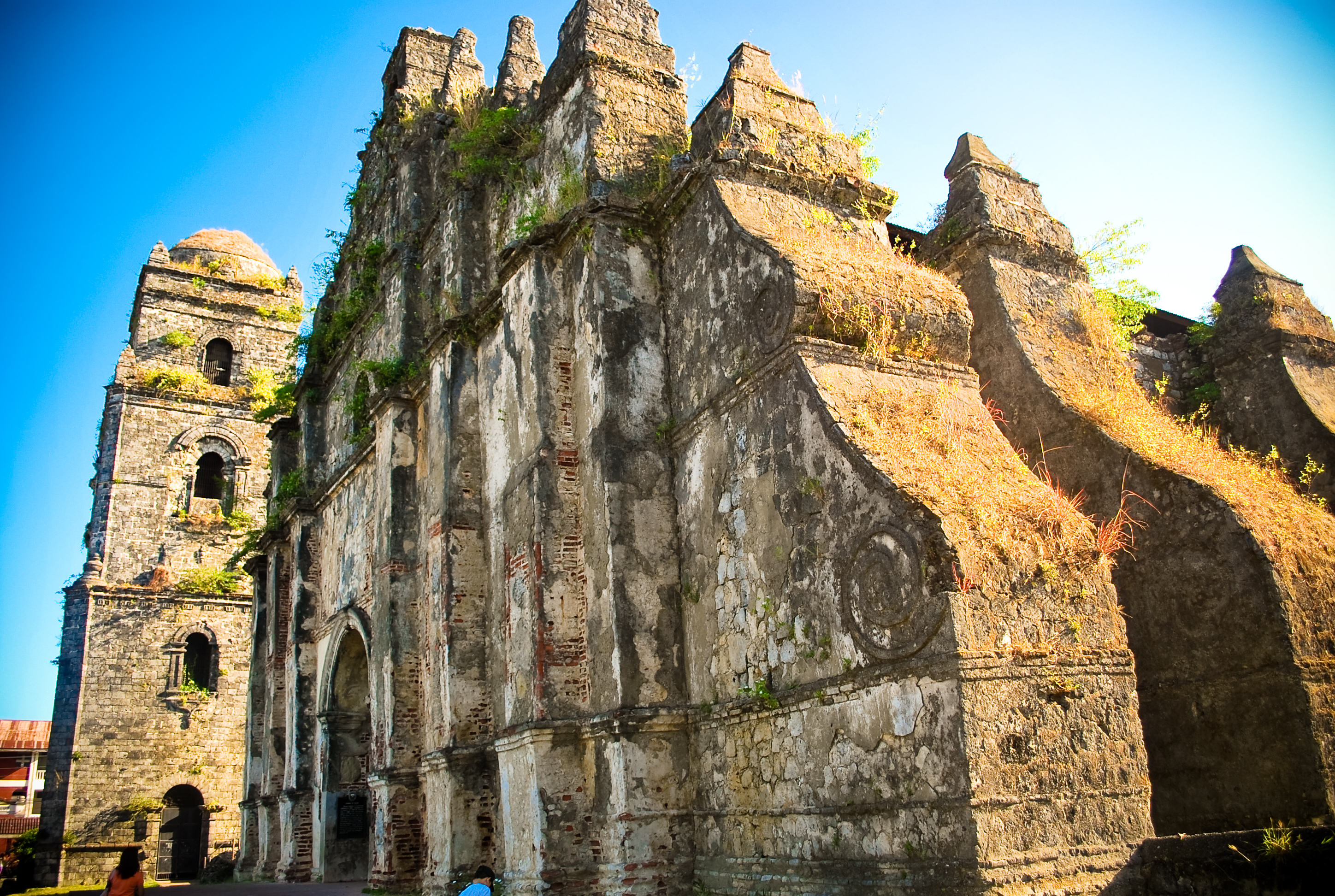
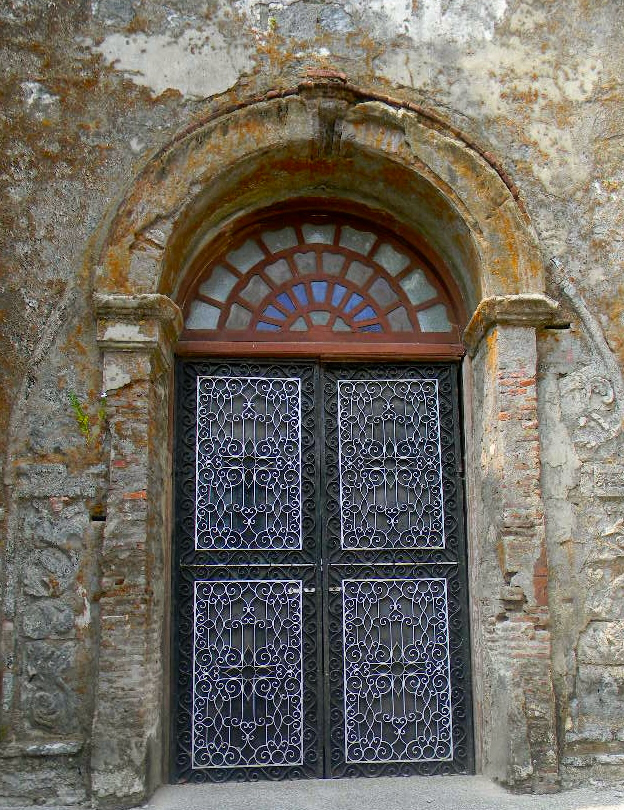
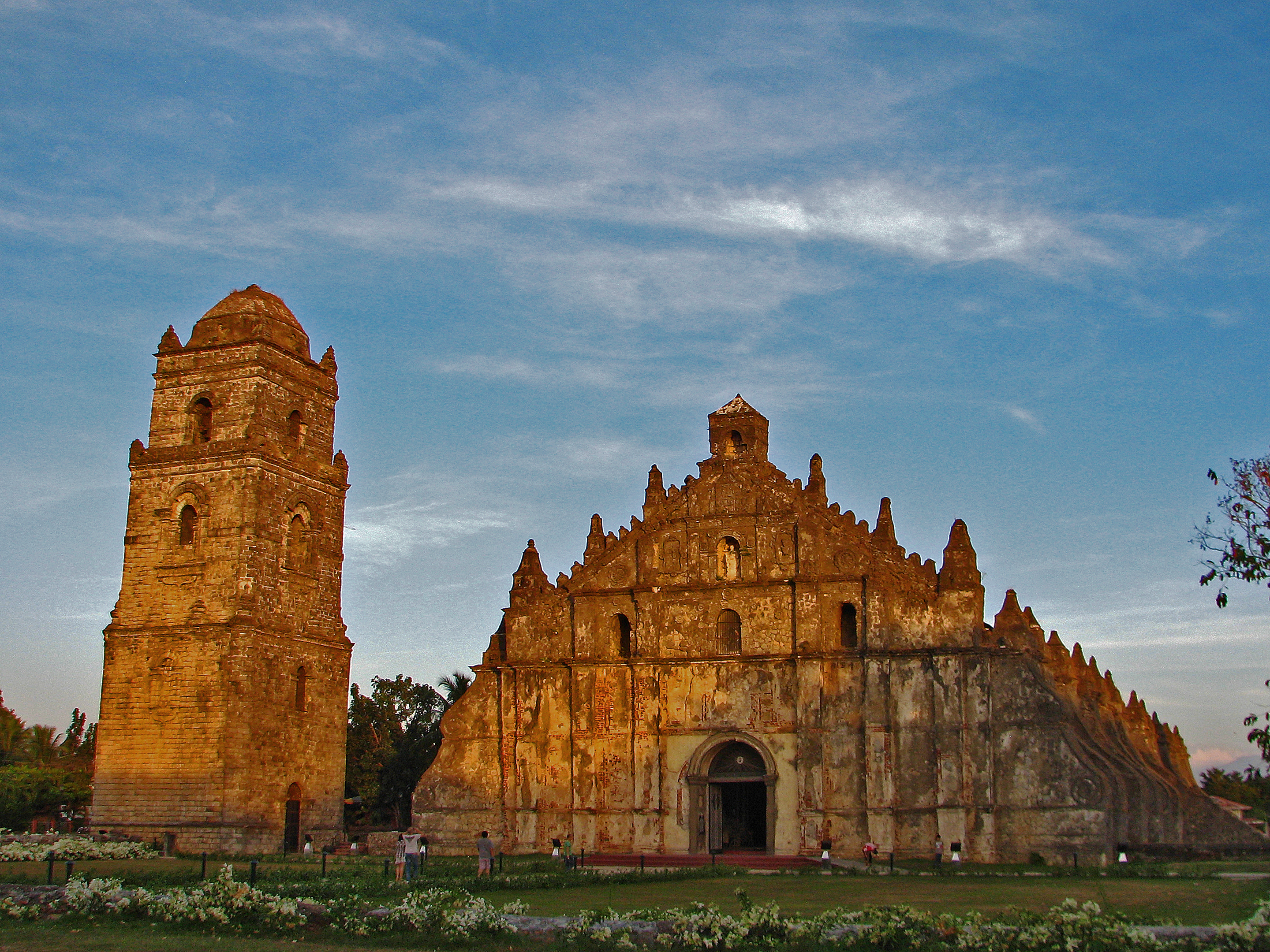
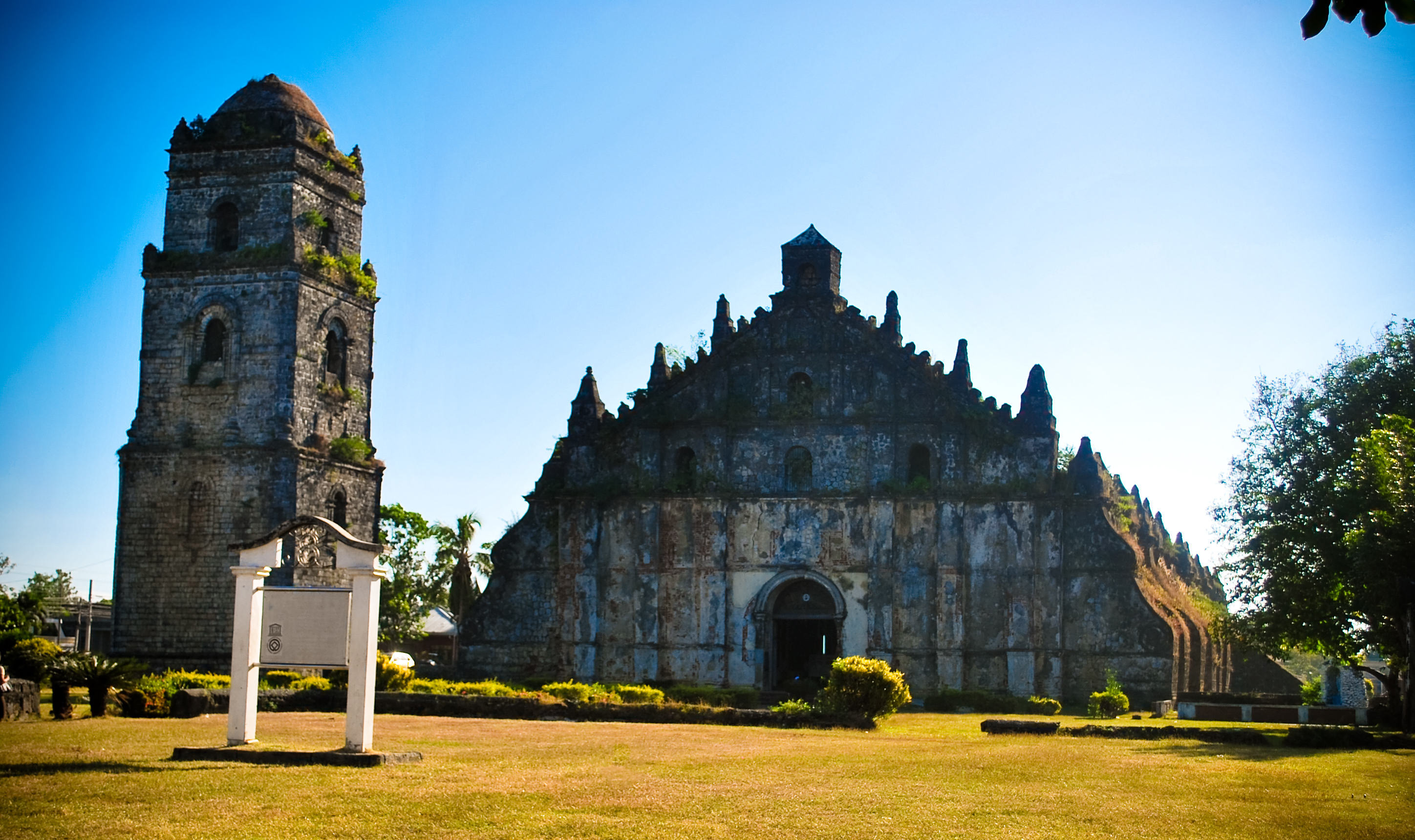
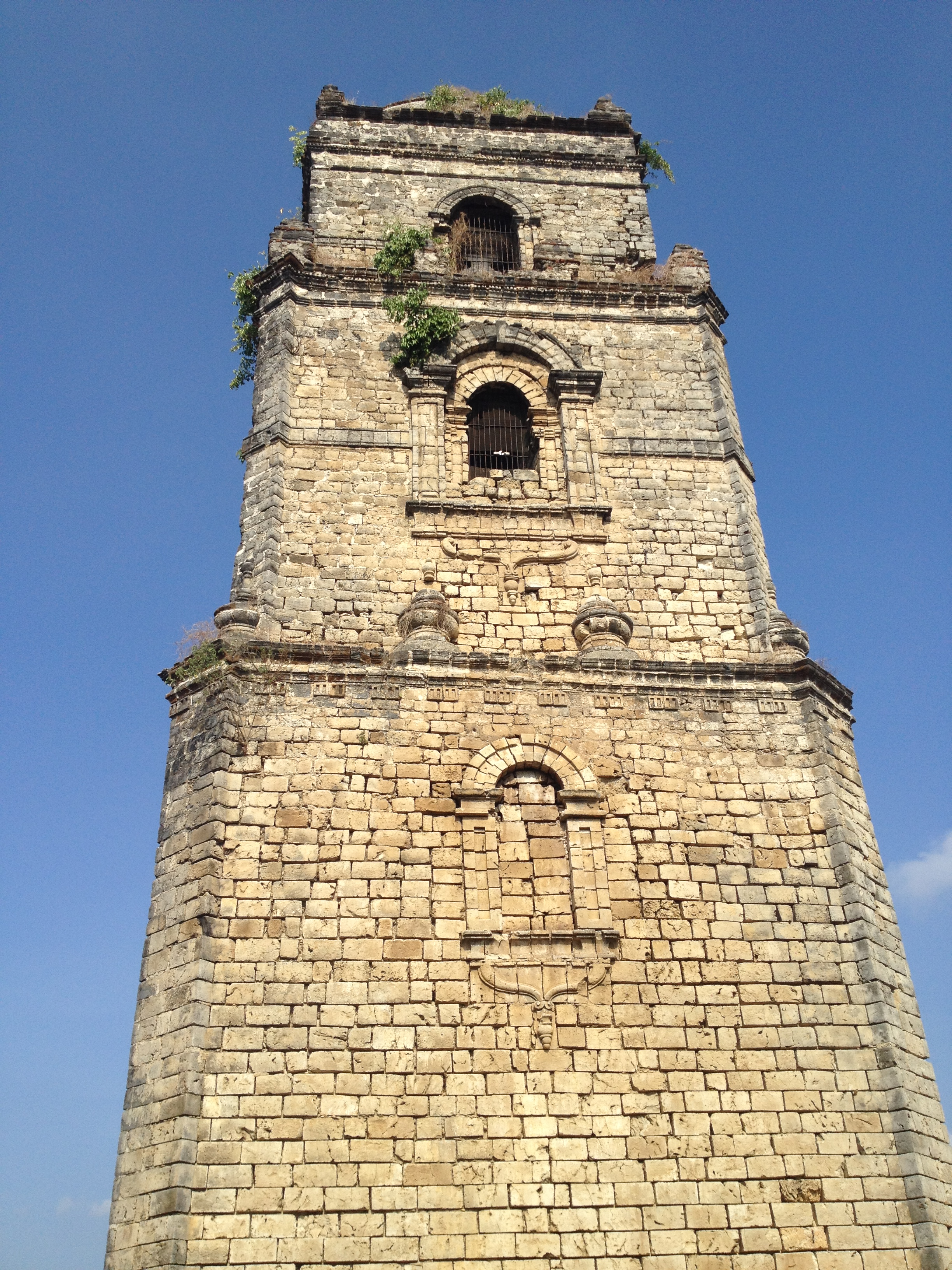
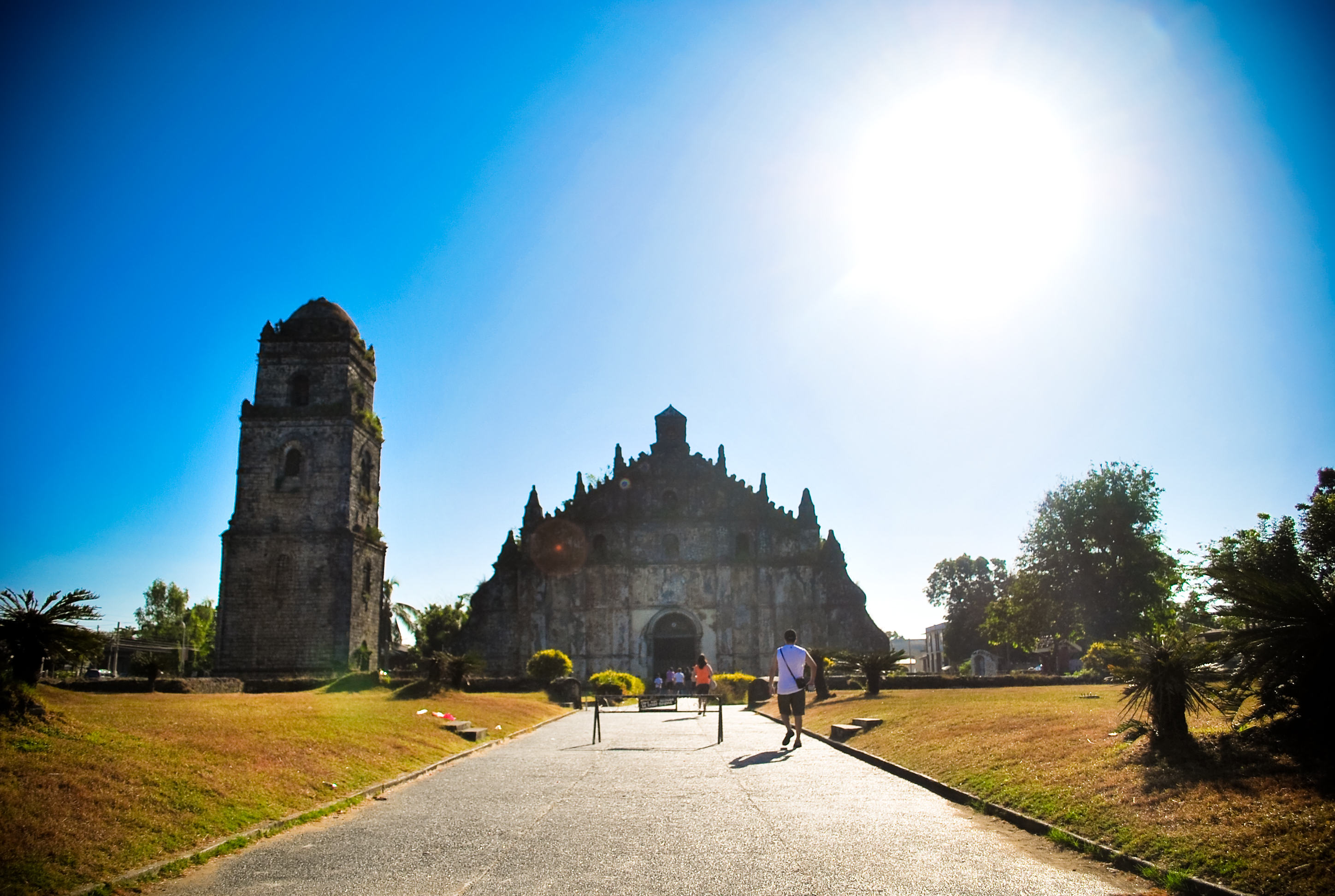
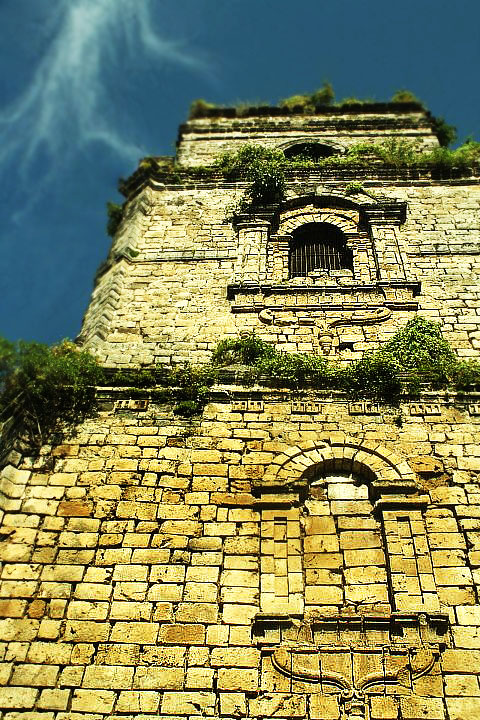
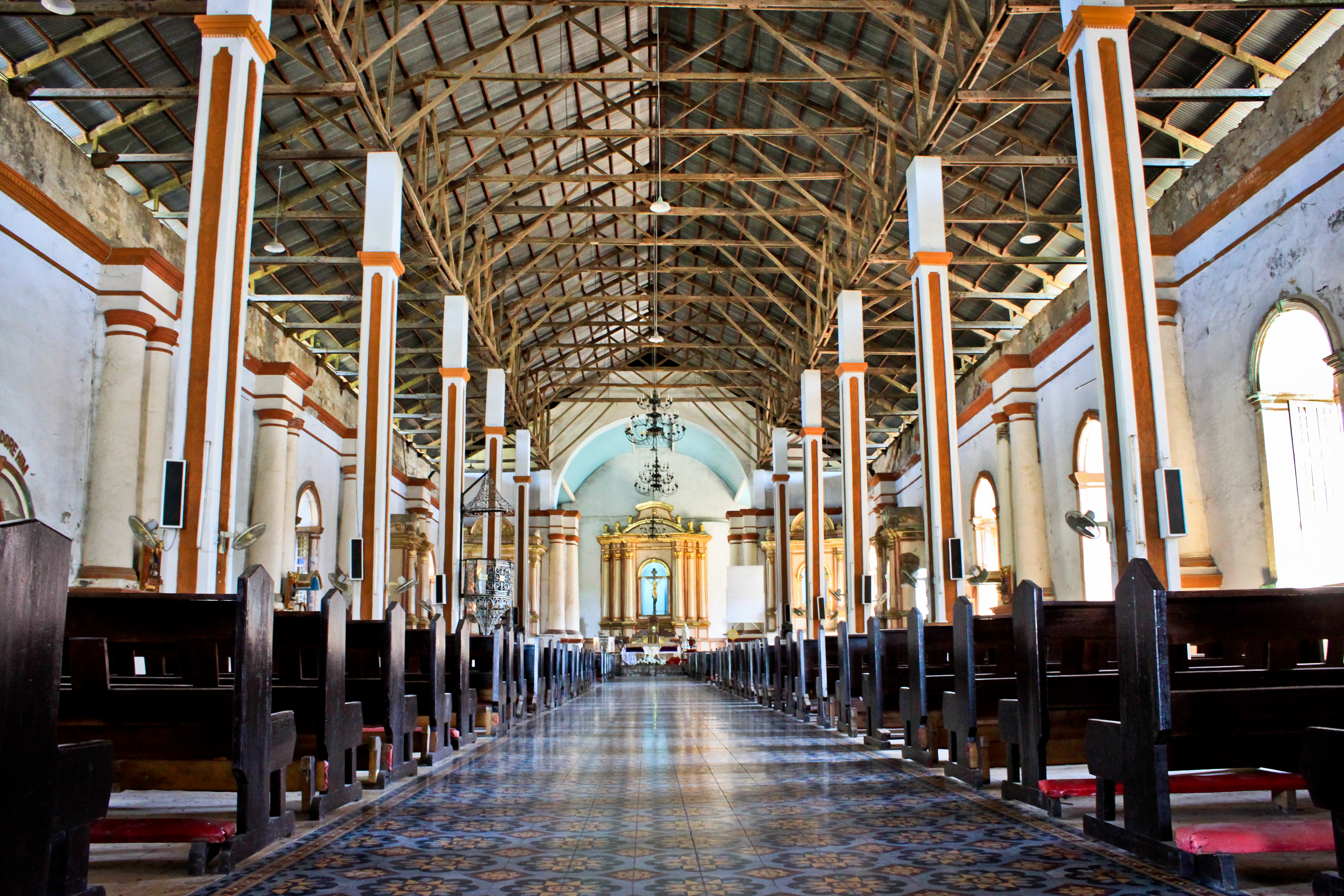